# アレクサンドル・フォーク
アレクサンドル・ヴィクトロヴィチ・フォーク（Александр Викторович Фок, Alexander Viktorovich Fok(Foch)）は、ロシア帝国の陸軍軍人。日露戦争時、陸軍中将だった。

## 生涯
当時ロシア軍に多く在籍したドイツ系ロシア人とされる。1864年、サンクトペテルブルクのコンスタンチホフスコエ砲兵学校を卒業し、1871年から1876年までロシア帝国憲兵団に在籍。1877年に起きた露土戦争を観戦。1890年には近衛歩兵第16連隊長に就任。1900年、東シベリア狙撃兵第4旅団長として義和団の乱鎮圧に参加した。
1904年から始まった日露戦争時には、旅順に駐在し、東シベリア狙撃兵第4師団を指揮。遼東半島に上陸した日本軍と対峙し、旅順防衛のために金州城およびその背後にそびえる南山に布陣する。しかし5月に起きた南山の戦いでは無策とも呼ぶべき撤退行動をとってニコライ・トレチャコフ大佐への援護をせず、これにより大連港を無傷で日本軍に明け渡すという重大な失策を犯した。旅順攻囲戦に際しては、動揺する東西盤龍山堡塁への予備兵派兵命令を拒否したため、1904年8月21日に指揮官を解任された。だが総司令官アナトーリイ・ステッセリにとりいってその幕僚として旅順要塞に残り、自らの軍は旅順市街防衛のための総予備軍として温存した。勇戦していたロマン・コンドラチェンコ少将の戦死後、ステッセリはフォークを旅順陸上防衛司令官とし、中将に昇進させた。さらに10月には聖ゲオルギー勲章第3等級を授与された。その後も予備兵の使用や前線部隊の増強を拒み、年末に入ると日本軍第3軍司令官・乃木希典から出された降伏条件を受諾するよう真っ先に主張した。
旅順要塞陥落後は日本軍の戦争捕虜となり、終戦の後、国民からの強い批判にあいながらロシアへと帰国した。帰国後は拘束され、1906年には軍法会議にかけられる。無罪となったが1908年には陸軍を追われた。
陸軍を去った後は、1912年に起こった第1次バルカン戦争にブルガリア軍の志願兵として参戦。その後はブルガリアに移住し、1926年に没し、ブルガリアのスヴィシュトフ郊外の墓地に埋葬されている。

## 栄典
- 聖スタニスラーフ勲章第1等級
- 聖アンナ勲章第1等級
- 聖ヴラディーミル勲章第2等級
- 聖ゲオルギー勲章第4等級
- 聖ゲオルギー勲章第3等級：1904年